# Садовая (Гомельская область)
Садо́вая (бел. Садовая; до 30 июля 1964 года — Маёнток) — упразднённая деревня в Заболотском сельсовете Рогачёвского района Гомельской области Беларуси.

## География

### Расположение
В 17 км на юго-запад от районного центра и железнодорожной станции Рогачёв (на линии Могилёв — Жлобин), 138 км от Гомеля.

## История
В начале XX века поместье в Рогачёвском уезде Могилёвской губернии. С 20 августа 1924 года посёлок в Заболотском сельсовете Рогачёвского района Бобруйского (до 26 июля 1930 года) округа, с 20 февраля 1938 года Гомельской области. В 1970 году в составе колхоза имени М. И. Калинина (центр — деревня Заболотье).
28 января 2015 года деревня Садовая упразднена.

## Население

### Численность
- 1970 год — 18 жителей.

### Динамика
- 1926 год — 4 двора, 20 жителей.
- 1959 год — 22 жителя (согласно переписи).
- 1970 год — 18 жителей.